# Lijst van horrorschrijvers
Dit is een incomplete lijst van auteurs die naam maakten met één of meerdere horrorboeken:
- Ronald van Assen (schreef onder andere Sluimerend kwaad en Tweevoudige duisternis)
- Clive Barker (schreef onder andere The Hellbound Heart)
- Peter Benchley (schreef onder andere Jaws)
- William Peter Blatty (schreef onder andere The Exorcist)
- Robert Bloch (schreef onder andere Psycho)
- Ray Bradbury (schreef onder andere Something Wicked This Way Comes)
- Eric S. Brown (schreef onder andere Cobble)
- B.R. Bruss (schreef onder andere Het gedoemde dorp / "Le Bourg envouté")
- John W. Campbell, jr. (schreef onder andere Who Goes There?)
- Joseph Sheridan Le Fanu (schreef onder andere Carmilla)
- John Farris (schreef onder andere Phantom Nights)
- Neil Gaiman (schreef onder andere American Gods)
- Thomas Harris (schreef onder andere The Silence of the Lambs)
- Nancy Holder (schreef onder andere Dead in the Water)
- Shirley Jackson (schreef onder andere The Haunting of Hill House)
- Henry James (schreef onder andere The Turn of the Screw)
- M.R. James (schreef onder andere Ghost Stories of an Antiquary)
- Stephen King (schreef onder andere Carrie)
- Dean Koontz (schreef onder andere Whispers)
- Joe R. Lansdale (schreef onder andere Dead in the West)
- Richard Laymon (schreef onder andere The Traveling Vampire Show)
- Gaston Leroux  (schreef onder andere Het spook van de opera)
- Matthew Lewis (schreef onder andere The Monk)
- Paul van Loon (schreef onder andere De Griezelbus)
- Howard Phillips Lovecraft (schreef onder andere The Cats of Ulthar)
- Simon Maginn (schreef onder andere Sheep)
- Richard Matheson (schreef onder andere I Am Legend)
- Robert R. McCammon (schreef onder andere Swan Song)
- Thomas F. Monteleone (schreef onder andere Blood of the Lamb)
- Joyce Carol Oates (schreef onder andere Zombie)
- Kim Paffenroth (schreef onder andere Dying to Live: A Novel of Life Among the Undead)
- Tom Piccirilli (schreef onder andere The Night Class)
- Edgar Allan Poe (schreef onder andere The Raven)
- John Polidori (schreef onder andere The Vampyre)
- Ann Radcliffe (schreef onder andere The Mysteries of Udolpho)
- Anne Rice (schreef onder andere Interview with the Vampire)
- Clara Reeve (schreef onder andere The Old English Baron)
- Markies de Sade (schreef onder andere De 120 dagen van Sodom)
- Darren Shan (schreef onder andere Cirque du Freak)
- Mary Shelley (schreef onder andere Frankenstein)
- Dan Simmons (schreef onder andere Carrion Comfort)
- L.J. Smith (schreef onder andere de Vampire Diaries-reeks)
- Robert Louis Stevenson (schreef onder andere The Strange Case of Dr. Jekyll and Mr. Hyde)
- R.L. Stine (schreef onder andere de Kippenvel-reeks)
- Bram Stoker (schreef onder andere Dracula)
- Peter Straub (schreef onder andere If You Could See Me Now)
- Kōji Suzuki (schreef onder andere Ringu)
- Horace Walpole (schreef onder andere The Castle of Otranto)